# Caprella acanthifera
Caprella acanthifera is een vlokreeftensoort uit de familie van de Caprellidae. De wetenschappelijke naam van de soort is voor het eerst geldig gepubliceerd in 1814 door Leach.